# Gabriela Kalábková
Gabriela Kalábková (* 24. dubna 1976 Brno) je česká politička, v letech 2006 až 2010 a krátce v roce 2013 poslankyně Parlamentu ČR.

## Biografie
Bydlí v Praze. Podle údajů z roku 2006 byla svobodná a měla jedno dítě. Absolvovala ekonomickou fakultu Vysoké vojenské školy pozemního vojska ve Vyškově (obor personální řízení), kam se podle svých slov zapsala proto, že tato škola jako jediná tehdy nabízela tento obor. V roce 1998 se stala členkou České strany socialně demokratické, kam údajně vstoupila na doporučení svého přítele. Tehdy pracovala jako referentka na Ministerstvu obrany a ještě dálkově studovala VVŠ PV ve Vyškově. I později působila na různých úřednických pozicích na Ministerstvu životního prostředí a do roku 2006 i na Úřadu vlády jako zástupkyně ředitele kabinetu tehdejšího premiéra Jiřího Paroubka. Působila jako předsedkyně Mladých sociálních demokratů na Praze 5. V roce 2006 byla řazena mezi blízké spolupracovníky Jiřího Paroubka.
V komunálních volbách v roce 2002, komunálních volbách v roce 2006 a komunálních volbách v roce 2010 neúspěšně kandidovala do zastupitelstva městské části Praha 5 za ČSSD. Profesně se uváděla k roku 2002 jako státní zaměstnankyně, v roce 2006 coby poslankyně a roku 2010 jako ekonomka.
Ve volbách v roce 2006 byla zvolena do poslanecké sněmovny za ČSSD (volební obvod Praha). Kandidaturu do sněmovny ji nabídl Jiří Paroubek a prosadil její zařazení na kandidátní listinu. Znali se z předchozí práce a oba byli členy stejné místní organizace ČSSD. Byla místopředsedkyní sněmovního výboru pro evropské záležitosti a členkou hospodářského výboru. Ve sněmovně setrvala do voleb v roce 2010.
Poté, co byl její stranický kolega Stanislav Křeček zvolen zástupcem veřejného ochránce práv a jeho poslanecký mandát tím zanikl, stala se Gabriela Kalábková 5. dubna 2013 jako jeho náhradnice znovu poslankyní. Post zastávala do rozpuštění Sněmovny 28. srpna 2013.
V roce 2017 navázala partnerský vztah s Jiřím Paroubkem, v září 2023 se za něj provdala.